# Parque nacional de Darrah
El Parque Nacional de Darrah en Rayastán, la India es un parque nacional establecido en 2004 formado por tres santuarios de la vida salvaje: Darrah, Chambal y Jawahar Sagar. El parque nacional contiene amplias zonas de bosque anteriormente parte de coto de caza del marajá de Kota. La denominación del parque fue objeto de controversia, cuando el gobierno del estado Partido Bharatiya Janata revocó la decisión de que se llamara Parque nacional Rajiv Gandhi.